# Oldřich ze Spauru
Oldřich mladší ze Spauru (německy Ulrich der Jüngere (von) Spaur, 1495–1549) byl rakouský šlechtic z rodu Spaurů, vykonával úřad dědičného tyrolského číšníka.

## Život
Narodil se jako syn Gratia Dei ze Spaur-Flavonu a jeho manželky Kristýny z Küniglu. 
Když císař Karel IV. povýšil bratry Linharta, Zikmunda a Oldřicha staršího na svobodné pány, požádal také Oldřich mladší císaře Ferdinanda I. o stejné povýšení. Svou žádost podpořil tím, že již jeho děd a otec sloužili císařům Bedřichovi III. a Maxmiliánovi a arcivévodovi Zikmundovi. Ferdinand I. skutečně Oldřichovi dne 24. září 1546 propůjčil titul svobodného pána a dovolil mu, aby svůj erb spojil s erbem vymřelého rodu Valérů (jeho předkové Matyáš I. ze Spauru a Jan (Hanuš) ze Spauru byli za své služby císaři Bedřichovi III. dne 29. ledna 1463 povýšeni do stavu svobodných pánů. Protože však jejich potomci tento titul nepoužívali, došlo k již zmíněnému novému vyznamenání bratrů Linharta, Zikmunda a Oldřicha staršího). 
Oldřich mladší ze Spauru zemřel na Popeleční středu roku 1549 a byl pohřben kostele sv. Marka v Tridentu. Na náhrobku, který nechal vztyčit jeden z jeho synů, stojí text: „illustris et generosus vir ac pincerna haeredit. Comitis Tirolensis“.

### Manželství a potomstvo
Oldřich byl ženatý s Kateřinou z Madruzza († 16. listopradu 1551), dcerou Jana Gaudentia z Madruzza a jeho ženy Uršuly z Thunu. Manželé měli několik dětí. Dva z jejich synů, Kryštof Ondřej a Jan Tomáš vykonávali úřad brixenského biskupa. Dcera Uršula byla provdaná z Wolkensteinu, syn Jan Gaudentius ze Spaur-Flavonu (asi 1530 - 1587). 